# Elphos aoupiniensis
Elphos aoupiniensis là một loài bướm đêm trong họ Geometridae.